# 苏格兰牧羊犬
蘇格蘭牧羊犬（Rough Collie）為歷史悠久的牧羊犬，原產於蘇格蘭，因為電視劇《靈犬萊西》而廣為眾人所知。

## 体型特点
头为楔形，轮廓平滑而干净，吻不尖，平滑而浑圆，下颚较强，为剪式咬合，鼻尖通常为黑色，眼不大，呈杏仁状，暗褐色；颅部平坦，眉毛多为弓形；耳较小，有折耳和立耳之分。颈长，直立，颈背稍拱起，有厚重饰毛，胸深达肘部，肋深，背结实，腰部微拱，后臀弯曲不大，腹部略微上收，尾长而下垂，静止时稍弯，运动时尾举起摆动，四肢直，脚呈椭圆形，步伐优美，稍呈跳跃，奔跑步大。公犬体重约为 27 至 34 千克，肩高为 61 至 66 厘米；母犬体重为 22.7 至 27 千克，肩高为 56 至 61 厘米。

## 毛色
云石色(Blue Merle)、貂色(Sable)和三色(Tri Color)。

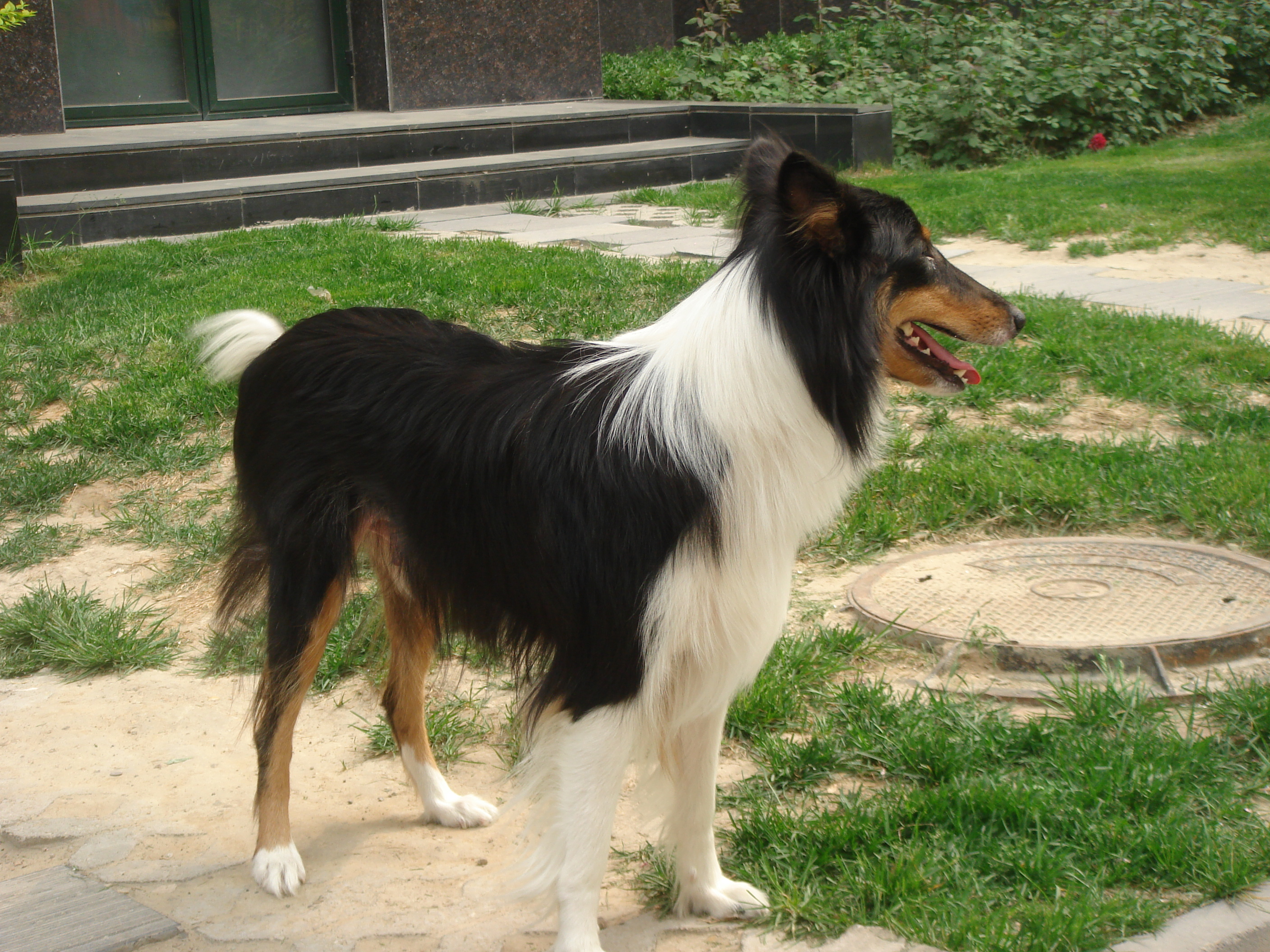
成年三色苏牧

## 和喜樂蒂牧羊犬的辨別方法
蘇格蘭牧羊犬無論是毛色分布和外觀都與喜樂蒂牧羊犬神似，請參見喜樂蒂牧羊犬。

## 相關影視作品
- 美國著名電視劇《靈犬萊西》，敘述一隻忠犬的故事。
- 日本動畫《名犬萊西》。